# Norman Z. McLeod
Norman Zenos McLeod (* 20. September 1898 in Grayling, Michigan; † 27. Januar 1964 in Hollywood) war ein US-amerikanischer Filmregisseur.

## Leben
McLeod studierte an der Universität des Staates Washington und war im Ersten Weltkrieg zwei Jahre Jagdflieger der Royal Canadian Air Force in Frankreich. Nach dem Krieg arbeitete er für die Kurzfilmkomödien Al Christies, deren Zwischentitel er in den 1920er Jahren mit den für das Studio typischen ausdrucksstarken Strichmännchen versah. Bei seiner langjährigen Tätigkeit für die Christie-Komödien entwickelte McLeod sein Gespür für Komik, das ihn später zu einem herausragenden Komödienregisseur der 1930er und 1940er Jahre machte. Zu seinen berühmtesten Filmen gehören Die Marx Brothers auf See und Blühender Blödsinn mit den Marx Brothers, Das ist geschenkt mit W. C. Fields, Das Doppelleben des Herrn Mitty mit Danny Kaye, Sein Engel mit den zwei Pistolen mit Bob Hope sowie die ersten beiden Topper-Filme der Roach Studios.

## Filmografie (Auswahl)
Als Regisseur
- 1928: Taking a Chance
- 1930: Along Came Youth
- 1931: Finn and Hattie
- 1931: Die Marx Brothers auf See (Monkey Business)
- 1931: Touchdown!
- 1932: Spiel am Abgrund (The Miracle Man)
- 1932: Blühender Blödsinn (Horse Feathers)
- 1932: Wenn ich eine Million hätte (If I Had a Million)
- 1933: A Lady’s Profession
- 1933: Mama Loves Papa
- 1933: Alice im Wunderland (Alice in Wonderland)
- 1934: Melody in Spring
- 1934: Many Happy Returns
- 1934: Das ist geschenkt (It’s a Gift)
- 1935: Redheads on Parade
- 1935: Here Comes Cookie
- 1935: Coronado
- 1936: Wenn andere schlafen … (Early to Bed)
- 1936: Pennies from Heaven
- 1936: Mind Your Own Business
- 1937: Topper – Das blonde Gespenst (Topper)
- 1938: Wie leben wir doch glücklich! (Merrily We Live)
- 1938: Millionärin auf Abwegen (There Goes My Heart)
- 1938: Topper geht auf Reisen (Topper Takes a Trip)
- 1939: Remember?
- 1940: Little Men
- 1941: The Trial of Mary Dugan
- 1941: Lady Be Good
- 1942: Jackass Mail
- 1942: Trubel in Panama (Panama Hattie)
- 1943: Broadway-Königin (The Powers Girl)
- 1943: Swing Shift Maisie
- 1946: Der Held des Tages (The Kid from Brooklyn)
- 1947: Das Doppelleben des Herrn Mitty (The Secret Life of Walter Mitty)
- 1947: Der Weg nach Rio (Road to Rio)
- 1948: Isn’t It Romantic?
- 1948: Sein Engel mit den zwei Pistolen (The Pale Face)
- 1950: Tanzen ist unser Leben – Let’s Dance (Let’s Dance)
- 1951: Spione, Liebe und die Feuerwehr (My Favorite Spy)
- 1953: Never Wave at a WAC
- 1954: Der Schürzenjäger von Venedig (Casanova’s Big Night)
- 1954–1955: The Halls of Ivy (Fernsehserie, 12 Episoden)
- 1957: Rindvieh Nr. 1 (Public Pigeon No. 1)
- 1958: The Gale Storm Show (Fernsehserie, 9 Episoden)
- 1959: Ein Schuß und 50 Tote (Alias Jesse James)

Als Drehbuchautor
- 1928: The Air Circus
- 1931: Skippy
- 1931: Sooky
- 1939: Remember?